# Х-32 «Бекас»
Х-32 «Бекас» — лёгкий многоцелевой самолёт. Разработан харьковской фирмой «Лилиенталь», выпускается серийно с 1993 года. В разработке принимали участие выпускники ХАИ Рябиков С. Н., Меглинский В. В., Бехтер Ю. А., Хмелик В. А., Измалков Г. А. Испытывали самолёт Василенко К.К., Рябиков С.Н., Димитров П. В., Грудий В., Бендюк Н.

## Описание
Самолёт Х-32 «Бекас» двухместный, с тандемным расположением пилотов. Кабина оборудована дверью, расположенной справа и открывающейся вверх. Первоначально кабина изготавливалась из алюминиевого листа, в дальнейшем — стала пластиковой. Оборудована небьющимся остеклением большой площади.
По аэродинамической компоновке представляет собой подкосный высокоплан с толкающей силовой установкой и Т-образным хвостовым оперением, оборудован трехопорным неубирающимся шасси.
Крыло — двухлонжеронное, каждый лонжерон имеет отдельный подкос и контрподкос. Обшивка — частично металлическая, частично полотняная. Оперение выполнено из алюминиевых труб, обтянутых синтетической тканью.
Особенности компоновки обеспечивают самолёту возможность внеаэродромной эксплуатации, высокую проходимость, повышенный обзор и защищенность двигателя и винта от повреждений. Самолет является маломаневренным и не способным на фигуры пилотажа.
Самолёт создавался как учебно-тренировочный, но основным его применением стало сельскохозяйственное. Большинство самолётов позволяют их многоцелевое применение, имея и дублированное управление, и химическое оборудование, и оборудование для расселения трихограмм. Учебно-тренировочная и пассажирская версии самолёта оснащаются обычно бортовой спасательной системой.
Шасси имеют колеса раздельного торможения размером 400×100 мм. Конструкция — пластиковая рессора на основном шасси и стальная рессора — на носовом.
Самолёт прошел полный цикл статических прочностных испытаний в сертифицированной лаборатории прочности Харьковского авиационного института. Неоднократно проходил летные испытаний как военных (ГАНИЦ, Феодосия, Харьковский институт летчиков), так и гражданских организаций (Кировоградская летная академия, Госавиаслужба). Имеет национальный сертификат типа. Как заявляет конструктор Х-32 — один из немногих сверхлегких самолётов, которому официально разрешено выполнение штопора в учебных целях. Но руководство по летной эксплуатации прямо запрещает выполнение сложного и высшего пилотажа, а также штопора.

### Силовая установка
На самолёте устанавливаются поршневые двигатели Rotax-582, 64 л. с., Rotax-912, 80 и 100 л. с., ранее использовались Rotax-503 (50 л. с.), −462 (64 л. с.), −618 (75 л. с.). Винты переставного на земле шага ВН-3 (саблевидные лопасти) или аналогичные диаметром от 1700 до 1850 мм.

## Аварии и катастрофы
- 7 мая 2009 года потерпел катастрофу при взлёте. На высоте приблизительно 60-70 метров под действием спутной струи от взлетевшего перед этим самолёта Ан-32 самолёт потерял управление, вследствие чего завалился на левое крыло и упал на землю. В результате катастрофы пилот-инструктор и курсант погибли. Место происшествия — Кировоград, Украина.
- 19 мая 2011 года в 19:50 мск. при заходе на посадку возле посёлка Октябрьский Михайловского района Рязанской области столкнулся с землёй и потерпел крушение самолёт, принадлежащий авиационному клубу «АЭРО-МИКС», который проводил химическую обработку сельскохозяйственных угодий. Пилот погиб.
- 22 июня 2011 года в Котовском районе Одесской области при выполнении полёта по обработке поля гербицидами упал легкомоторный самолёт «Бекас», пилот погиб[2].
- 9 июля 2011 года в посёлке Россь Волковысского района Гродненской области Белоруссии самолёт за номером EW-305SL авиационного отряда ООО «Пружаны Авиахимсервис» в ходе поиска пропавшей без вести женщины, на предельно малой высоте и скорости свалился на крыло и упал на гаражи. Пилот погиб.
- 23 сентября 2011 года в районе села Сарыг-Сеп в Туве упал легкомоторный самолёт «Бекас». Пилот погиб, лётчик-наблюдатель тяжело ранен. Самолёт принадлежит ООО «Аэромикс» (Рязань), а арендатором является Тувинская база авиационной охраны лесов «Авиалесоохрана».
- 18 ноября 2012 года в п. Садовом Белореченского района Краснодарского края упал легкомоторный самолёт «Бекас». Погибли пилот и пассажир.
- 29 мая 2013 года в районе х. Ястребовский Крымского района Краснодарского края во время орошения полей упал легкомоторный самолёт «Бекас» Х-32. Погиб пилот[3].
- 1 сентября 2013 года самолёт марки «Х-32 Бекас» бортовой номер RA-1264G, базирующийся на аэродроме Первушино, под управлением пилота 1979 года рождения и находящимся на борту пассажиром 1997 года рождения упал в озеро около деревни Ильмурзино Кушнаренковского района Республики Башкортостан. В результате падения пилот и несовершеннолетний пассажир погибли[4].
- 19 апреля 2014 года в Дубовском районе Ростовской области во время опыления полей разбился сельскохозяйственный легкомоторный самолёт «Бекас». Погиб пилот[5].
- 4 мая 2014 года около 20:00 в Гуляйпольском районе Запорожской области Украины, в районе села Полтавка при химобработке полей упал частный самолёт «Х-32 Бекас». Пилот погиб[6].
- 28 мая 2014 года в Уйгурском районе Алматинской области Казахстана, во время проведения авиахимработ разбился легкомоторный самолёт X-32 с бортовым номером UP-LA011. Пилот Титов Максим Васильевич, 1985 года рождения, погиб[7].
- 26 июля 2014 года в Пустомытовском районе Львовской области разбился сельскохозяйственный легкомоторный самолёт «Бекас» Х-32. Погиб пилот[8].
- 16 августа 2014 года в Никопольском районе Днепропетровской области в результате порыва ветра самолёт «Бекас» Х-32 упал на деревья с высоты 30 метров[9].
- 8 сентября 2014 года при проведении сельхозобработки полей под Белгородом упал самолёт Ха-32 «Бекас». Пилот — Александр Николаевич Горюнов. 24.12.1965 г. р. умер по дороге в больницу. Пилот имел большой налёт на разных типах самолётов. Долгое время был летающим заместителем начальника Нижегородского ДОСААФ. Выпустил не одного пилота-спортсмена по высшему пилотажу, впоследствии летающих на самолётах ЯК-52, ЯК-55. Похоронен на Богородском кладбище Нижегородской обл.[10]
- 9 сентября 2014 года при проведении сельхозобработки полей около пгт. Репки (Черниговская область, Украина) упал самолёт Х-32 «Бекас». Пилот погиб на месте катастрофы[11].
- 17 июля 2015 года при проведении сельхозобработки полей около с. Кобыжча (Черниговская обл., Украина) упал самолёт Х-32 «Бекас». Пилот погиб на месте катастрофы[12].
- 4 сентября 2015 года разбился около 18:30 у села Хмелинка Кирсановского района Тамбовской области. Пилот погиб на месте происшествия[13].
- 13 сентября 2015 года разбился при проведение химобработки полей в, Александро-Невском районе, Рязанской области. Пилот погиб на месте происшествия.[14].
- 29 апреля 2016 года самолёт упал в открытом поле при проведении сельхозработ. Авиакатастрофа произошла в Ростовской области близ населённого пункта Калач-Куртлак. Пилот погиб на месте происшествия[15]
- 6 июня 2016 года упал в Ростовской области при проведении сельхозработ..Пилот погиб на месте происшествия.[16]
- 23 июня 2016 года в Идринском районе Красноярского края во время проведения сельхозработ совершил жёсткую посадку. Пилот получил телесные повреждения.[17]
- 26 июня 2016 года в Неверкинском районе Пензенской области во время проведения сельхозработ зацепил линию электропередачи и упал.. Пилот погиб .[18]
- 8 мая 2017 года в Тамбовской области легкомоторный самолёт совершил жесткую посадку, пилот в реанимации[19]
- 17 мая 2017 года в Земетчинском районе Пензенской области, в районе населенного пункта Матчерка, примерно, в 11 часов при проведении агрохимических работ потерпел крушение при стоклкновении с ЛЭП самолёт «Бекас» бортовой RA-0395A. Пилот погиб.
- 10 июня 2017 года в Саратовской области близ города Вольска «Бекас» потерпел крушение при подготовке к проведению опрыскивания полей. Пилот погиб[20].
- 26 мая 2018 года в Рязанской области, в районе населенного пункта Кобылино, примерно, в 20 часов 55 минут, при проведении агрохимических работ потерпел крушение легкомоторный самолёт марки «Бекас». Пилот погиб[21].
- 23 июня 2018 года в Петропавловском районе Воронежской области потерпел крушение легкомоторный самолёт Х-32 «Бекас». Пилот самолёта погиб.
- 13 июля 2018 года в Роменском районе Сумской области неподалёку от села Николаевка обрабатывая кукурузные поля упал самолёт. Пилот погиб на месте крушения[22].
- 15 июля 2018 года Х-32 потерпел крушение при проведении обработки сельхозугодий вблизи с. Зарудье Роменского района (Украина). Пилот погиб[23].
- 2 августа 2018 года Х-32-912 бортовой номер EW-446SL потерпел крушение в Солигорском районе Минской области Республики Беларусь. При выполнении авиахимработ над прудами рыбхоза Красная Слобода получил повреждение двух лопастей винта, предположительно от попадания птицы, что вызвало потерю тяги ВВ. При вынужденной посадке на воду с неубирающимися шасси самолёт получил значительные повреждения. Пилот получил лёгкие телесные повреждения[24]
- 11 июня 2020 года, недалеко от деревни Сасыкино (Рязанская область) разбился самолёт «Бекас» RA-0643G. Пилот погиб. По предварительным данным, самолёт задел провода линии электропередач во время обработки полей[25], за штурвалом находился Девяткин Юрий Львович.
- 26 июля 2020 года в Курской области при выполнении сельхозработ упал легкомоторный самолёт Х-32 «Бекас». На борту судна находился пилот, он погиб[25].
- 11 сентября 2020 года потерпел крушение самолёт «Бекас Х-32» RA-0291G. Самолёт задел провода ЛЭП при обработке полей вблизи села Новоникольское Мичуринского района Тамбовской области. Пилот получил многочисленные травмы, от которых скончался на месте аварии[26].
- 3 апреля 2023 года при взлете с поля, не предназначенного для эксплуатации в качестве ВПП, около поселка Стандартный Волгоградской области потерпел крушение самолёт X-32 "Бекас". Пилот погиб.[27]

## Модификации
- Х-32 — основная серийная модификация.
- Х-32Н — гидросамолёт, предназначен для базирования на водной поверхности.
- Х-32СХ — сельскохозяйственный вариант.
- Х-32УТ — учебно-тренировочный вариант.
- Х-34 — самолёт на 3 места с увеличенной до 555 кг взлетной массой.

## Характеристики
- Размах крыла, м 9.00
- Длина, м 6.55
- Высота, м 1.31
- Площадь крыла, м² 12.33
- Профиль крыла NACA-4412
- Масса
  - пустого 290—315 кг
  - максимальная взлетная 450/495 кг
- Тип двигателя 1 ПД Rotax-912S
- Мощность, л. с. 1 х 100
- Максимальная скорость, км/ч 168
- Крейсерская скорость, км/ч 125
- Продолжительность полета, ч
  - обычная 3.3
  - варианта с 90 л топлива 7.5
- Скороподъёмность, м/мин 480
- Практический потолок, м 4000
- Экипаж, чел 2

## Недостатки
1. Особенность конструкции самолёта такова, что хвостовое оперение обдувается непосредственно винтом. Это способствует исключительной маневренности самолёта даже при нулевой скорости. В частности, гидровариант самолёта легко управляется даже при отсутствии гидрорулей. На пилотаже, при зависаниях самолёта, самолёту достаточно эффективности рулей для разворота. И в случае остановки двигателя самолёт самобалансируется без вмешательства пилота. Зафиксировано три случая благополучного приземления самолёта с перерубленными тросами управления рулем высоты. Возможность посадки с крутой глиссадой и минимальным пробегом минимизирует опасность отказа двигателя в любой точке маршрута. Практика показывает, что основная причина происшествий связана с сельскохозяйственным применением самолёта, то есть полётами на предельно малых высотах с активным маневрированием и преодолением препятствий, что приводит и к сваливанию, и к задеванию препятствий в виде деревьев и проводов.
2. Особенности компоновки, в частности, при разбеге на полном газу носовая стойка прижимается к земле, увеличивая усилие отрыва, создаваемого горизонтальным оперением. Также при разбеге обдув крыла винтом меньше, чем на тянущей схеме. При этом выпущенные закрылки отчасти затеняют винт, уменьшая тягу. Расположение пилота в носовой части самолёта уменьшает шансы на выживание при лобовом столкновении, но обеспечивает «вертолетный» обзор.
3. Простота конструкции, которая привела к тому, что появилось множество «пиратских» производств самолёта без всякого контроля разработчика, с внесением самых разнообразных изменений, не проходивших ни прочностных, ни эксплуатационных испытаний. В настоящее время, при наличии многих сотен бортов в эксплуатации, очень сложно отличить «пиратские» борты от оригинальных. Плохую роль играет также и то, что выполняется множество ремонтов — как самостоятельных, так и организациями, не имеющими ни допуска, ни даже документации на самолёт.